# Chicos ricos
Chicos ricos es una película de Argentina filmada en colores dirigida por Mariano Galperin sobre su propio guion escrito en colaboración con Sergio Bizzio que se estrenó el 9 de noviembre de 2000 y que tuvo como actores principales a José María Monje, Iván González, Victoria Onetto y Martín Adjemián.
La productora MAO pertenece al director Mariano Galperín, al fotógrafo Alejandro Giuliani y al sonidista Omar Jadur. Es la última película de Darío Vittori, la segunda de Galperín después de 1000 boomerangs (1995) y el debut de la modelo y conductora Déborah del Corral.  

## Sinopsis
Dos premiados creativos publicitarios organizan una fiesta en su mansión y son sorprendidos por un lumpen y su hijo que intentan robarles para pagar sus deudas con un prestamista que los amenaza.

## Reparto
- José María Monje…Andy Bieri
- Iván González…Tomás Cohen
- Victoria Onetto…Marisol
- Deborah de Corral…Suky
- Martín Adjemián…Osvaldo
- Erasmo Olivera…Lalo
- Divina Gloria…Tucán
- Luis Ziembrowski…Medina
- Sebastián Borensztein…García
- Darío Víttori…Rubén
- Lorena Ventimiglia…Mujer de Andy
- Victoria Solarz

## Comentarios
Martín Pérez en Página 12 escribió:

«Sostenido en gran medida por gags desparramados aquí y allá –algunos más logrados que otros- Chicos ricos ni siquiera intenta ser el film desvergonzadamente erótico que pide a gritos la desnudez de la Onetto, para quedarse atrapado en la persecución de unas supuestas buenas intenciones.»

Ámbito Financiero escribió:

«El film atrasa en su moraleja 40 años: los ricos son disolutos y crueles y los asaltantes son violentos por necesidad.»

Diego Batlle en La Nación opinó:

«…una hora de desventuras, accidentes, abusos físicos y situaciones absurdas, más un puñado de flashbacks que intentan justificar con hechos del pasado, las acciones de los personajes.»

Manrupe y Portela escriben:

«…aburrido film erótico, anacrónico en tiempos de canales XXX codificados y con el tio de situaciones ya fatigadas en La sartén por el mango (Manuel Antín, 1971).»